# Bobby Marshall
Robert Samuel „Bob” Marshall (ur. 3 kwietnia 1903, zm. 27 października 1963) – angielski piłkarz, który występował na pozycji pomocnika.

## Kariera klubowa
Piłkarską karierę rozpoczął w amatorskim Hucknall Olympic, skąd w 1920 przeszedł do Sunderlandu, w którym zadebiutował 23 października 1920 w zremisowanym 2:2 meczu z Bradford City, zdobywając jedną z bramek i zostając wówczas w wieku 17 lat najmłodszym strzelcem w historii klubu. 1 marca 1928 został zawodnikiem Manchesteru City i dwa dni później zaliczył debiut w spotkaniu z Blackpool. Tydzień później w zremisowanym 1:1 meczu z Reading zdobył pierwszą bramkę w barwach nowego zespołu.
Z Manchesterem City zdobył w 1934 Puchar Anglii oraz mistrzostwo kraju w cztery lata później. W marcu 1939 odszedł do Stockport County, którego był również menadżerem. W latach 1949–1952 prowadził Chesterfield.

## Sukcesy
Manchester City
- Mistrz Anglii (1): 1937/1938
- Puchar Anglii (1): 1933/1934
- Finalista Pucharu Anglii (1): 1932/1933